# Acoperișul

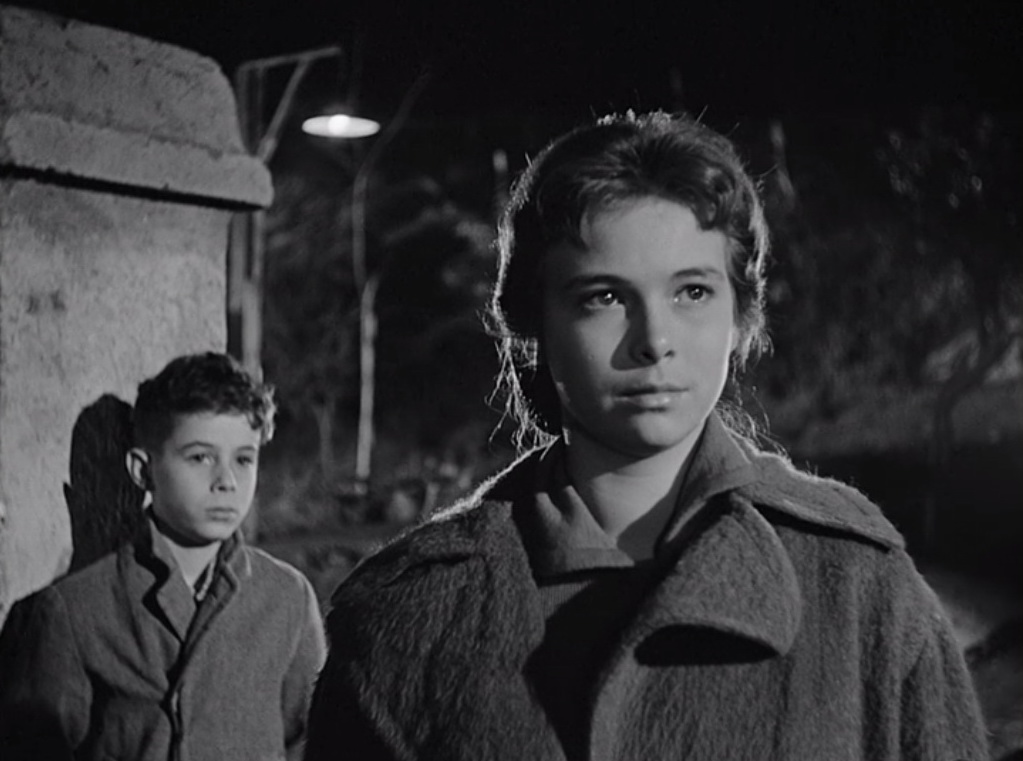
Scenă din film cu Gabriella Pallotta

Acoperișul (titlul original: în italiană Il tetto) este un film dramatic italian, realizat în 1956 de regizorul Vittorio De Sica, prezentat la al IX-lea Festival de Film de la Cannes.

Protagoniștii filmului sunt actorii Gabriella Pallotta, Giorgio Listuzzi și Gastone Renzelli. 

## Rezumat
Roma, la începutul perioadei postbelice. Luisa, care își câștigă existența fiind chelneriță, și zidarul Natale tocmai s-au căsătorit. Deoarece deficitul de locuințe era atât de mare în capitala Italiei în anii 1950, tânărul cuplu a fost nevoit să stea la părinții lui Natale fără să aibă măcar o cameră pentru ei înșiși. Situația este tensionată pentru toată lumea, mai ales că Natale are o relație dificilă cu Cesare, soțul surorii sale. Într-o zi, Luisa aude despre o ordonanță particulară a orașului, conform căreia oricine își construiește o casă pe teren public peste noapte nu mai poate fi evacuat din ea. Caracteristica centrală de finalizare este: Casa trebuie să aibă un coronament ca acoperiș.
Cu ajutorul câtorva colegi, Natale încearcă să facă tot ce se poate pentru a termina casa. Dar construirea unei case într-un timp atât de scurt pare mai dificilă decât se credea inițial, chiar dacă Natale asigură materialele de construcție: apar eșecuri, incidente neașteptate și chiar denunțarea acestei acțiuni la poliție, de către o persoană invidioasă. Dar poliția vine prea târziu. Când puterea de stat se apropie dis-de-dimineață, Luisa stă deja pe pat în mini-cazarea ei improvizată, în brațe un bebeluș „împrumutat” de la vecina ei. Dar, spre nenorocirea lor, acoperișul nu era tocmai terminat, deoarece ordonanța autorităților romane prevede un acoperiș „cuvenit”. Dar cum poate poliția să conteste casa unei „mame romane” când lipsesc doar câteva țigle? Puterea de stat se arată inimoasă și recunoaște casa ca fiind finalizată conform reglementărilor.

## Distribuție
- Giorgio Listuzzi – Natale Pilon
- Gabriella Pallotta – Luisa
- Gastone Renzelli – Cesare, zidar, cumnatul lui Natale
- Maria Di Fiori – Giovanna, soția lui Cesare
- Maria Di Rollo – Gina
- Aldo Boi – Luigi
- Angela Bigioni – maiorul Baj
- Luisa Alessandri – doamna Baj
- Ferdinando Gerra – Francesco
- Carolina Ferri – soția lui Francesco
- Giuseppe Martini – tatăl Luisei
- Emilia Martini – mama Luisei
- Luciano Pigozzi – navetistul arogant
- Angelo Visentin – Antonio Pilon, tatăl lui Natale
- Maria Sittorio – mama lui Natale

## Premii și nominalizări
- 1956 Festival de Film de la Cannes
  - Premio OCIC[1]
- 1957 Nastro d'argento
  - Cel mai bun scenariu